# Raša (reka)
Reka Raša (latinsko Arsia flumen, italijansko: Arsa) v hrvaškem delu Istre je največja reka v  Istrski županiji.
Po dolžini meri 23 km, njeno porečje pa se razprostira na 279 km²
Njen izliv ali ustje v dolgi Raški zaliv / Porto d'Arsia, ima značilnosti riasa, tj. zaliva, ki je nastal z delno potopitvijo rečne doline. Reka Raša izvira blizu kraja Pićan in teče proti jugu po dolini z visokimi obronki, ki se spuščajo v Jadransko morje. Čeprav je reka kratka po dolžini, je imela zgodovinsko precejšen pomen kot mejna reka med regijami. Ob njej teče železniška proga od pristanišča Štalije-Bršica, ki leži med vasjo Trget in njenim ustjem, in nekdanjega premogovnika Raša na sever proti Lupoglavu, Buzetu in Sloveniji.

## Mejna reka
Arsia, kot je bila imenovana v latinščini, je v rimskem času predstavljala mejo med Histri, ki so živeli zahodno od njenih bregov in Liburni na vzhodno stran od reke, z Japodi v dolinah v notranjosti. Ko so Rimljani pokorili bojevite in piratske Histre leta 177 pr. n. št., je reka Arsia za več generacij dobila vlogo limesa rimskega ozemlja v obalni Istri, vse dokler ni bilo območje med Rašo / Arsia in najsevernejšimi postojankami Rimljanov v Iliriji leta 129 zapolnjeno; nakar je dolgo časa ločevala Italsko Regio X, Benečijo in Istro, od Ilirika, skladno z razdelitvijo, ki jo je potrdil rimski cesar Gaj Avgust Oktavijan. Irski menih in geograf iz 8. stoletja Dicuil, je na osnovi svojih latinskih virov v geografskem povzetku De mensura Orbis terrae, postavil severnovzhodne meje Italije na flumen Arsia.
Rimska cesta Via Flavia, ki je vodila iz Trsta (Tergeste) v Istro, se je končala na mostu, ki prečka Rašo / Arsia; nato se je nadaljevala v Dalmacijo kot lokalna cesta, ki se je povezala z Via Gemina.
V prvi polovici 10. stoletja je hrvaški kralj Tomislav vladal svoji državi, ki se je raztezala od Jadrana do reke Drave in od reke Raše, kot se slovansko / hrvaško danes imenuje Arsia, do reke  Drine. V 13. stoletju je bilo ozemlje na vzhodni strani reke Raše v upravi Goriških grofov, na zahodni strani pa so vladali Oglejski patriarhi. Po stoletjih Beneške vladavine celotni Istri do reke Raša, je reka Raša postala meja med Napoleonovo kraljevino Italijo in Avstrijskim cesarstvom; po Napoleonovem padcu pa je Avstrija dobila celotno Istro in reka Raša je postala le meja med dvema avstrijskima provincama.

## Opis porečja
Reka Raša nastane pri združitvi Krbunskega in Vlaškega potoka pri kraju Potpićan, na jugu Pićanskega polja. Porečje Raše je zelo kompleksno . Najsevernejši pritok je Letajski potok, ki izvira južno od kraja Paz na višini okoli 300 m nad morjem in ki v svojem toki prejme več hudournikov. Gradinski in Krbunski potok, ki skupaj z Letajskim tvorijo Vlaški potok se stekajo na nadmorski višini 50 m. Desni pritoki so Grajanski, Gologoriški in Šviški potok, ki skupno tvorijo Krbunski potok. Od mesta imenovanega Pićanski dolnji log Raša priteče v Raški kanjon, ki je visok do 300 m in pri dnu širok 100 - 300 m ter dolg okoli 19 km. Dva kilometra pred izlivom reka prejme še levi pritok Krapanski potok, ki izvira pri Labinu. 
Na desnih pritokih so trije zanimivi slapovi:
- Benkovski slap, pri kraju Most Pićan na Grajanskem potoku, višina okoli 16 m,
- Slap Sopot, pri vasi Floričići na Šviškem potoku, višina 8 m,
- Gologoriški slap (3 m) in jezero pri zaselku Lukačići.

Reka Raša se izliva v morje v Raškem zalivu, ki je pravzaprav od morja potopljen del doline Raše . Zaliv je dolg 12 km, širok tudi do 1 km. 